# ディカーニカ近郷夜話

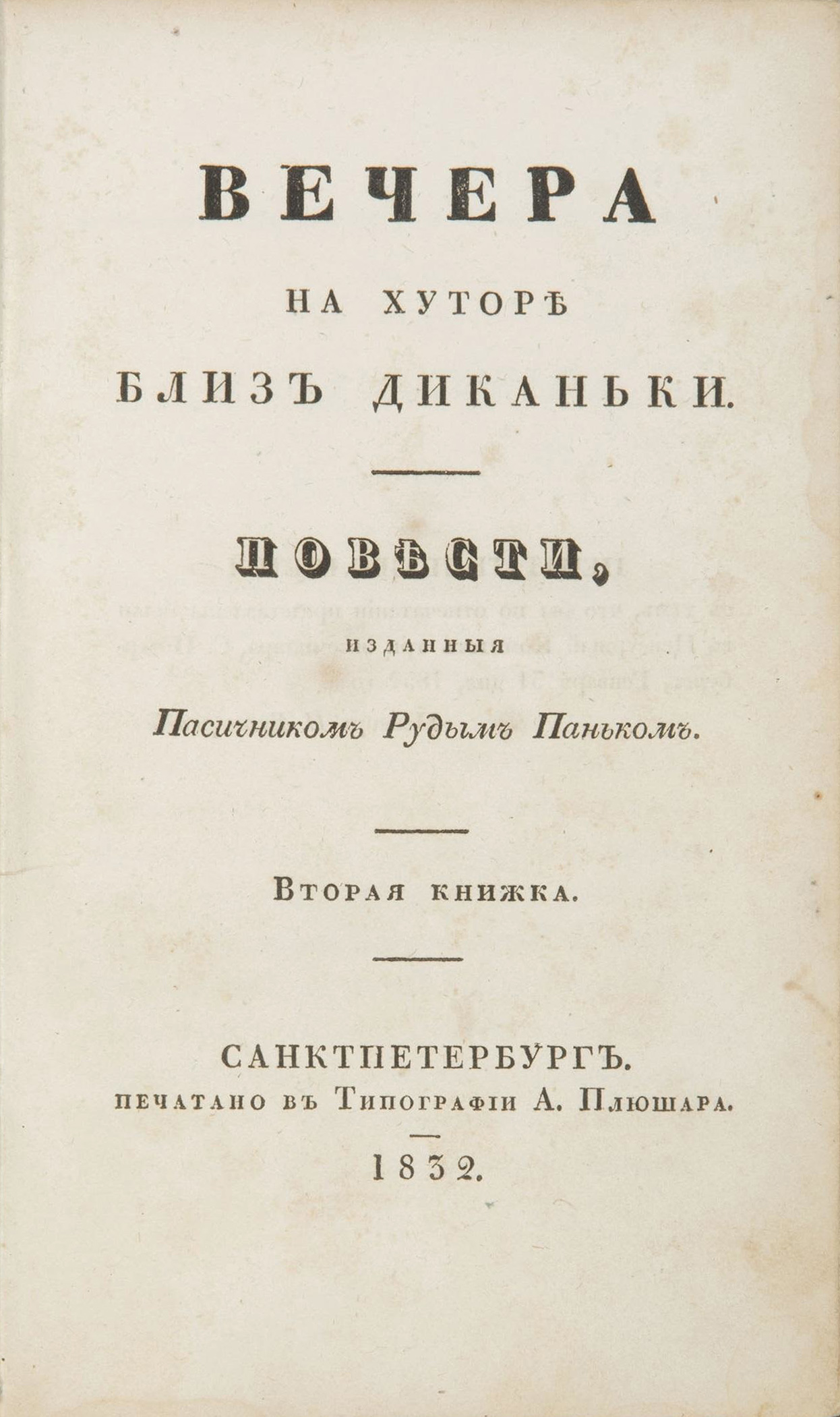
初版（第2部）の表紙

『ディカーニカ近郷夜話』（ディカーニカきんごうやわ、ロシア語: Вечера на хуторе близ Диканьки）は、ニコライ・ゴーゴリが1829年から1831年にかけて執筆した短編小説集。故郷ウクライナの民俗を色濃く反映している。この作品によってゴーゴリは名声を得た。

## 概要
ゴーゴリはソロチンツィ（今のウクライナ中部ポルタヴァ州のヴェルィーキ・ソローチンツィ）で生まれ育ったが、学業を終えて1828年12月にサンクト・ペテルブルクに上京した。当時はロシア国民文化の発掘の機運が高まり、伝説や民話の収集が盛んに行われていた。また当時ウクライナはロシア淵源の地であり、失われた古い風習が残存する土地として注目されていた:61-62。そこでゴーゴリは故郷ウクライナの民俗にもとづいた作品を書こうとしたが、本人はウクライナの風俗について無知であり、母親や妹からウクライナの風習・歌謡・伝承を知らせてもらっている:61-62。
『ディカーニカ近郷夜話』はポルタヴァ北方のディカーニカ村 (uk:Диканька) に住む蜜蜂飼ルードゥイ・パニコー(Рудый Панько、「赤毛のパナス」を意味する:71-83)なる人物が収集・出版したという設定になっているが、もちろん架空の人物である。第1部・第2部にはそれぞれルードゥイによる前置きが記されている。
大部分の作品は悪魔(чёрт)や魔法使い(колдун)の出てくる幻想的・民話的な内容だが、「イワン・フョードロヴィチ・シポーニカとその叔母」のみは（主人公の見る夢以外）民話の要素を含まず日常的で、他の話とは異質である。
作品は1829年の春ごろに書きはじめられたと考えられている。同年4月30日に故郷の母親にあてた手紙で民話の素材を送るように頼んでいる。第1部が1831年9月、第2部が1832年3月に出版された。それぞれ4篇を収録している（篇名は河出書房新社の全集に従う）。なお、『イワン・クパーラの前夜』のみはパーヴェル・スヴィニインの『祖国雑記』1830年2-3月号に無署名で発表している:61。
- 第1部
  - ソロチンツィの定期市 Сорочинская ярмарка
  - イワン・クパーラの前夜 Вечер накануне Ивана Купала
  - 五月の夜、または身投げした話 Майская ночь, или утопленница
  - 消えた手紙 Пропавшая грамота
- 第2部
  - 降誕祭の前夜 Ночь перед Рождеством
  - 恐ろしき復讐 Страшная месть
  - イワン・フョードロヴィチ・シポーニカとその叔母 Иван Федорович Шпонька и его тетушка
  - 魔法のかかった土地 Заколдованное место

## 評価
発表当時、本作は好評で、ゴーゴリの出世作となった。1836年に第2版が出版されている。プレトニョフ、プーシキン、ジュコフスキーらが賛辞を書いた:68。幻想性・ロマン性・諧謔とリアリズムを兼ね備え、後年しばしばオペラ化や映画化がなされている。
一方で後年のゴーゴリは本作品に冷たい態度を見せている。ウラジーミル・ナボコフは「オペラ風の伝奇物語、気の抜けたファルス」の滑稽味が今日では色あせてしまっていると言い、後年のゴーゴリによる評価に賛同している:73-74。

## 作品

### ソロチンツィの定期市
この作品はゴーゴリの父が書いた喜劇を下敷きにしている。
18歳の少女パラースカは、父のソローピイ・チェレヴィークと継母のヒーヴリャにつれられて初めてソロチンツィの定期市に行き、そこで若者に求愛される。若者はチェレヴィークの友人の子のグリチコであり、チェレヴィークはふたりの結婚を認めるが、性格の悪い継母の反対で取りさげる。
その後赤い長上着の切れ端を取り返しに来る悪魔のうわさが広まり、人々はパニックになる。朝、チェレヴィークは自分の馬をつないだ紐の先に赤い長上着の袖がついているのを見て肝をつぶして逃げ、馬泥棒として捕えられるが、グリチコに助けられる。チェレヴィークは再びグリチコとパラースカの結婚を認め、継母がいない間に結婚式をあげる。悪魔騒ぎは実はグリチコとジプシー商人の策略だった。

### イワン・クパーラの前夜
ディカーニカ村の役僧フォマー・グリゴーリエヴィチがその祖父から聞いた話とする。
コルジュというコサックにはピドールカというひとり娘があったが、彼女が貧乏な作男のペトロと愛しあっているのを見たコルジュは怒ってペトロを追いだす。絶望したペトロに、悪魔とうわさされるバサヴリュークという人物が近づき、イワン・クパーラの日の前夜にのみ咲くという花を取ってくるようにいう。ペトロがそのとおりにするとパサヴリュークはバーバ・ヤガーを召喚し、彼女の言うとおりにしろという。バーバ・ヤガーは花を投げさせ、花が落ちたところを掘らせると宝箱が出てくる。宝を得るためには人間の生き血が必要なので子供を殺すように命令されるが、その子はピドールカの弟のイワーシだった。
ペトロはその時の記憶を失うが、気づいたときには金貨の袋を得ていた。コルジュは喜んで結婚を許し、ふたり幸福な生活を送る。しかしペトロがだんだん発作をおこすようになり、心配したピドールカは次のイワン・クパーラの前夜に巫女を呼ぶ。ペトロが彼女に斧を投げつけると巫女は消えてイワーシの死体の幻影が出現する。弟を救おうとピドールカが外に出ると、屋敷の戸が閉まる。人々が戸を壊すと中には誰もおらず、部屋が荒廃し、袋には金貨ではなく瀬戸物のかけらが詰まっていた。

### 五月の夜、または身投げした話
村長の息子で若いコサックのレフコは、恋人のハンナの求めに応じて丘の上のとざされた古い屋敷にまつわる伝説を語る。昔この屋敷には令嬢が住んでいたが、継母が悪魔であったために屋敷を追いだされ、池に身を投げた。死後ルサルカの首領になった彼女は継母を水中に引きずりこんだが、継母もルサルカに化けたためにどれが継母であるかわからなくなってしまったという。
村長は亡妻の妹と同居していたが、ある夜レフコは村長がハンナに言い寄っているのを目撃し、若者をあつめて父親を懲らしめようとする。
自分の家がわからなくなった酔っ払いのカレーニクは村長の家にはいりこんでしまう。村長が困っているところへ若者が石で窓を割り、村長をけなす歌を歌う。怒った村長は黒い羊皮を外套を裏返しに着た男をつかまえて納戸に押しこめるが、助役がまったく同じ男をつかまえたというので驚く。納戸をあけてみるとそこにいたのは義妹で、怒って外へ出ていった。助役がつかまえておいた人物も義妹だったので、人々は悪魔だと思って火あぶりにしようとするが、実際には彼女が表に出たところを若者につかまって小屋に投げこまれたのだった。
レフコが池のそばで休んでいると、令嬢があらわれて継母を見つけてほしいと願う。烏とひよこに分かれた鬼ごっこをするルサルカたちを眺めていたレフコは、ひとりだけ様子が違うのを発見してそれが継母だと見やぶる。令嬢はその返礼として書付けを渡す。村長は騒ぎの主のレフコをつかまえにやってくるが、レフコが書付けを見せると、それは代官（コミッサール）からのもので、レフコとハンナを結婚させることを命じていた。

### 消えた手紙
これも役僧フォマー・グリゴーリエヴィチがその祖父から聞いた話とする。
コサックの統領（ヘーチマン）は、女帝への上奏文を届ける役に祖父を選ぶ。祖父はコノトープで悪魔に命を奪われる契約を結んでしまった人物と一緒になる。ふたりは居酒屋に泊まるが、翌朝この人物が消えていただけでなく、上奏文を縫いこんだ帽子と馬もなくなっていた。居酒屋の主人の言葉に従い、夜中に森の中にはいり、魔女たちに会う。魔女はトランプの「馬鹿遊び」を3回やって1回でも勝てたら帽子を返すが、勝てなかったら命を取るという。祖父はゲームをはじめるが、魔女が幻術でカードを変えるので勝つことができない。3回めに祖父が十字を切ると幻術が破れて勝つことができる。祖父は帽子を取りもどし、さらに馬を要求するが、祖父を乗せた馬は空を飛び、気づいたときには祖父は血だらけで自宅の屋根に寝ていた。そこから新しい馬を入手して無事に女王のもとにたどりつくことができた。

### 降誕祭の前夜
魔女ソローハの息子である鍛冶屋のヴァクーラは絵心もあり、彼が教会の壁に描いた絵によって己の破滅を知らされた悪魔は、復讐のため月を盗む。財産家のチュープがクリスマス・イヴのパーティーに招かれて外出している間にヴァクーラはチュープの娘のオクサーナのもとへ行こうとしていたが、闇夜ならばチュープは出かけられないという算段だった。チュープがそれでも出掛けるので吹雪を起こす。チュープはあきらめて帰るが、その間にオクサーナのもとに来ていたヴァクーラは闇夜でチュープが誰だかわからず殴りつける。やがて月は元の場所に戻る。オクサーナは村一番の娘だが高慢で、皆の前でヴァクーラに向かって女帝の靴を持ってきたら結婚するとからかう。
ソローハのもとを悪魔、村長、補祭、チュープが次々に訪れて言いよるが、別の人物が現れるのを見ると炭袋に隠れる。帰ってきたヴァクーラはクリスマスに備えて家をかたづけるために3つの炭袋をかついで鍛冶場へ持っていくが、途中でオクサーナにまたからかわれて絶望し、3つの袋のうち2つをそこに置いて去る。残された袋からは間男たちが出てきた。
悪魔は袋から出てヴァクーラと契約を結ぼうとするが、ヴァクーラは十字を切って悪魔を従え、ペテルブルクへ飛んでいく。そこで女帝に謁見するザポロジェ・コサックたちに同行して女帝の靴がほしいと願う。女帝はその純朴さを笑って靴を下賜する。
一方ディカーニカ村では絶望したヴァクーラが自殺したという噂が流れる。クリスマスのミサにヴァクーラが出てこないのでオクサーナは心配する。戻ってきたヴァクーラは悪魔を追いだし、チュープに首都の土産を渡してオクサーナとの結婚の許可を請う。ヴァクーラはオクサーナに女帝の靴を渡そうとするが、オクサーナは本当は靴などいらないと答える。

### 恐ろしき復讐
コサックのダニーロはカチェリーナと結婚するが、彼女の父が実は魔法使いであることがわかり、穴蔵にとじこめる。しかしカチェリーナはひそかに父親を逃がしてしまう。やがてポーランド人たちが攻めてきて、ダニーロは戦うが、カチェリーナの父に銃で撃たれて死ぬ。カチェリーナはキエフにいるダニーロの父のもとに引きとられるが、そこで赤ん坊を殺されて発狂する。ダニーロのかつての戦友がカチェリーナのもとにやってくるが、正気を取りもどしたカチェリーナはそれが父の変身であることに気づき、もみ合いになったあげく殺される。その後キエフに奇蹟があらわれ、カチェリーナの父は驚いて逃げようとするが、ハンガリーのクリヴァーン山に引きよせられ、その峰に現れた騎士に殺される。
16世紀のトランシルヴァニア公兼ポーランド王のステファンがトルコのパシャと戦う勇士を求めたとき、イワンがパシャを生けどりにした。その義兄弟ペトロはイワンが受けた名誉に嫉妬して彼を崖から突き落として殺した。神の裁きにあったイワンはペトロの子孫の最後のものが大悪人となり、その悪行が極まったときに自分が彼を一番高い峰の上から叩き落すことを神に願ったのだった。

### イワン・フョードロヴィチ・シポーニカとその叔母
イワン・フョードロヴィチ・シポーニカは事なかれ主義の人物で、ガージャチの学校で学んだ後、歩兵連隊に入るが、38歳になったときに叔母の勧めで退職して自分の領地へと帰る。叔母は50歳くらいでやり手の領地管理者だが、亡きイワンの母が愛人から贈られた土地の証書を隣村のストルチェンコが隠していると疑う。ストルチェンコは表面的には親切だが不誠実な人間で、都合の悪いことは聞こえないふりをする。イワンは何の首尾も得られないが、叔母はイワンとストルチェンコの妹を結婚させる計略を立て、イワンとともに隣村を訪れてどんどん縁談を進める。イワンはその夜奇怪な夢を見る。

### 魔法のかかった土地
再び役僧フォマー・グリゴーリエヴィチの祖父の話。客が来たときに祖父は瓜畑で踊ろうとするが、畑のまん中まで来ると足が上がらなくなる。悪魔の仕業と思って悪態をつくと、突然別な場所にとばされる。そこで宝物が埋めてあるらしい場所を見つけるが、掘りだす道具がないのでその時はあきらめて帰る。その後、瓜畑の同じ場所をシャベルで突くと再び同じ場所にとばされる。今度はシャベルを持っていたので壺を掘りだすことができたが、烏、羊、熊の頭が突然出現して祖父の言葉をまねる。祖父はこれを悪魔の仕業と思い、壺をつかんで一目散に帰るが、ひどい目にあう。くだんの壺にはゴミしか入っていなかった。

## 日本語訳
- 平井肇訳：ナウカ社『ゴオゴリ全集』第1巻（1934年）、岩波文庫 全2巻（1937年・度々復刊）
- 工藤精一郎訳：平凡社『ロシア・ソビエト文学全集』第5巻（1965年）
- 中村喜和（第1部）・青山太郎（第2部）訳：河出書房新社『ゴーゴリ全集』第1巻（1977年）

## 本作を原作とする作品

### オペラ
- ピョートル・チャイコフスキーは『降誕祭の前夜』を原作として『鍛冶屋のヴァクーラ』（1876年初演）および『チェレヴィチキ』（1887年初演）を作曲した。
- モデスト・ムソルグスキーは『ソロチンツィの定期市』を作曲したが未完成に終わった。
- ミコラ・リセンコは『五月の夜、または身投げした話』を原作として、「ユートプレナ」を作曲した。
- ニコライ・リムスキー＝コルサコフは『五月の夜』（1880年初演）および『クリスマス・イヴ』（1895年初演）を作曲した。

### バレエ
- ボリス・アサフィエフは1937年に『降誕祭の前夜』を原作として「クリスマスの夜」を作曲した。

### 映画
- スタレヴィッチ監督、『クリスマスの前夜』（1913年、サイレント）
- ニコライ・エック（英語版）監督、『ソロチンツィの定期市』（1938年）
- ブルムベルグ姉妹（英語版）監督、『紛失した国書』（1945年、現存するソ連最古のカラー長編アニメーション[3]:79）
- ブルムベルグ姉妹監督、『クリスマスの前夜』（1951年）[3]:80
- アレクサンドル・ロウ（英語版）監督、『五月の夜』（1952年）
- アレクサンドル・ロウ監督、『クリスマス・イヴ』（1961年）
- ユーリー・イリエンコ監督、『イワン・クパーラの前夜』（1968年）
- ボリス・イヴチェンコ（英語版）監督、『消えた手紙』（1972年）
- イゴール・バラノフ（英語版）監督、『魔界探偵ゴーゴリ』三部作は『ディカーニカ近郷夜話』を素材として使用している。
  - 『暗黒の騎士と生け贄の美女たち』（2017年）
  - 『魔女の呪いと妖怪ヴィーの召喚』（2018年）
  - 『蘇りし者たちと最後の戦い』（2018年）

### その他
小惑星(2922) Dikan'kaはディカーニカにちなんで命名された。